# Viktor Amadeus 1. af Savoyen
Viktor Amadeus 1. af Savoyen, (italiensk: Vittorio Amedeo I di Savoia) (født 8. maj 1587 i Torino, død 7. oktober 1637 i Vercelli) var hertug af Savoyen i 1630 – 1637.
Viktor Amadeus 1. blev forfader til Sardiniens konger i 1720 –1861 og til Italiens konger i 1861 – 1946.

## Forældre
Viktor Amadeus 1. var søn af hertug Karl Emanuel 1. af Savoyen (1562 –1630), der var dattersøn af kong Frans 1. af Frankrig.
Hans mor var Catherine Michelle af Spanien (1567 –1597). Hun var datter af Filip 2. af Spanien og Elisabeth af Valois.  Catherine Michelle var datterdatter af kong Henrik 2. af Frankrig.

## Familie
Viktor Amadeus 1. var gift med Christine Marie af Frankrig (1606 – 1663). Hun var søster til Ludvig 13. af Frankrig og datter af Henrik 4. af Frankrig.
Viktor Amadeus og Christine Marie fik otte børn. Blandt dem var:
- Karl Emanuel 2. af Savoyen, der blev hertug, da en ældre bror døde.
- Enrichetta Adelaide Maria (Adelheid) af Savoyen, der blev mor til kurfyrste Maximilian 2. Emanuel af Bayern, og mormor til kong Filip 5. af Spanien.